# استانيسلاو فيجويراس
استانيسلاو فيجويراس (بالإسبانية: Estanislao Figueras)‏ (و. 1819 – 1882 م) هو محام، وسياسي من إسبانيا ولد في برشلونة.